# Lak (Borsod-Abaúj-Zemplén)
Pour les articles homonymes, voir Lak.
Lak est un village et une commune du comitat de Borsod-Abaúj-Zemplén en Hongrie.